# 蝘蜓中縊蟲
蝘蜓中縊蟲（學名：Mesodinium chamaeleon）是一種特別的生物，分類上是纤毛虫门中縊蟲科中縊蟲屬的物種，但同時具有在生物學上動物及植物的特徵：它能夠以其他植物為食，繼而使用其葉綠體粒來生產能量。
本物種是由丹麥水生植物學家奧伊溫德·莫斯特魯普教授（Øjvind Moestrup）於2012年1月在丹麥的尼瓦灣（Nivå）海岸對出發現。

## 名稱
本物種的中文名稱應該為「蝘蜓中縊蟲」，但很多中文媒體都按其名稱的拉丁文順序直譯作「中縊蟲蝘蜓」。

## 參看
- Mesodinium rubrum
- 內共生學說

## 外部連結
- Mesodium chamaeleon （页面存档备份，存于） on Encyclopedia of Life